# Jadson Viera
Jadson Viera Castro (Santana do Livramento, 4 de agosto de 1981) é um ex-futebolista brasileiro que atuava como zagueiro. Atualmente, treinador de futebol, comanda o Boston River desde janeiro de 2024.

## Carreira como jogador

### Danubio
Começou a carreira no Danubio do Uruguai em 2001. Pelo clube, conquistou seis títulos relevantes: Dois Campeonatos Uruguaios, dois Torneios Apertura e três Torneios Clausura.
Em 2005, esteve emprestado ao Atlante, do México. 

### Lanús
Após destaque no Uruguai, foi negociado com o Lanús, da Argentina. Participou da conquista do Torneio Apertura 2007, primeiro título local da história do clube.

### Vasco da Gama
Em 27 de julho de 2010, Jadson Viera chegou ao Vasco da Gama, após boa passagem no Lanús.

### Nacional-URU
Em 3 de fevereiro de 2011, sem espaço na Colina, Jadson retornou ao Uruguai, pelo Nacional, por empréstimo de 6 meses.
Em dezembro de 2011, após rescindir com o Vasco, assinou em definitivo com o time uruguaio. Participou das conquistas de dois títulos nacionais em 2011 e 2012.
Marcou seu único gol pelo clube em um clássico diante do Peñarol. Em janeiro de 2012, completou de cabeça um cruzamento de Álvaro Recoba. A partida foi vencida pelo Nacional por 1 a 0. 

### Retorno ao Danubio
Retornou ao Danubio em 2013 para mais quatro temporadas. Mais uma vez, foi campeão uruguaio, na temporada de 2014.

## Carreira como treinador
Em 2018, durante a transição de carreira, passou a integrar a comissão técnica do seu compatriota Alexander Medina. Trabalharam juntos no Nacional, Talleres, Sport Club Internacional e Vélez Sarsfield. As campanhas no Talleres foram de muito destaque: classificação para a Copa Sul-Americana de 2021, 3° lugar no Campeonato Argentino de 2021 e vice-campeonato da Copa Argentina do mesmo ano, garantindo a vaga na Libertadores de 2022.
O sucesso no futebol argentino, levou a comissão técnica ao Internacional, na primeira experiência no futebol brasileiro. Ainda em 2022, retornam a Argentina para o comando do Vélez Sarsfield. Destaque para a campanha de semifinalista da Copa Libertadores.
Após a saída do Vélez, Jadson seguiu a preparação para se tornar treinador. Em janeiro de 2024, foi anunciado pelo Boston River. Logo no primeiro trabalho, campanha de destaque no Campeonato Uruguaio, com a melhor arrancada do clube, sete jogos de invencibilidade e a disputa pelos lugares na parte de cima da tabela, tendo seu nome especulado para clubes argentinos.

## Títulos
Danubio
- Campeonato Uruguaio: 2004, 2006–07, 2013–14

Lanús
- Campeonato Argentino: Apertura de 2007

Nacional
- Campeonato Uruguaio: 2010–11, 2011–12